# Borsalino (film)
Borsalino este un film cu gangsteri din 1970 regizat de Jacques Deray, protagoniști fiind actorii Alain Delon, Jean-Paul Belmondo și Catherine Rouvel. 

## Distribuție
- Jean-Paul Belmondo – François Capella
- Alain Delon – Roch Siffredi
- Catherine Rouvel – Lola
- Michel Bouquet - maestrul Rinaldi
- Françoise Christophe – Simone Escarguel
- Corinne Marchand – D-na Rinaldi
- Laura Adani – D-na Siffredi, mama lui Roch
- Nicole Calfan – Ginette
- Hélène Rémy – Lydia
- Odette Piquet – câântăreața
- Mario David – Mario
- Lionel Vitrant – Fernand
- Dennis Berry – Nono
- André Bollet – Poli
- Pierre Koulak – Spada

## Premii și nominalizări
- Nominalizat la Premiul Globul de Aur pentru cel mai bun film într-o limbă străină